# .ge
.ge es el dominio de nivel superior geográfico (ccTLD) para Georgia.